# Bugnara
Bugnara è un comune italiano di 1 022 abitanti della provincia dell'Aquila in Abruzzo.
Fa parte della Comunità Montana Peligna. Fa parte dell'associazione I borghi più belli d'Italia dal 2007 e del les plus beaux villages de la terre e città dell'olio dal 2018.

## Geografia fisica
Il paese sorge ai piedi del Colle Rotondo (912 metri) e del monte Genzana (2170 m) ed il suo territorio è delimitato a nord dal fiume Sagittario, dominando dall'alto tutta la Valle Peligna.

## Origini del nome
L'origine del nome è sconosciuta, tuttavia secondo alcune ipotesi il termine Bugnara deriverebbe da Bonae Ara indicante un altare dedicato alla dea Bona o Cerere che si trovava verosimilmente sotto la chiesa della Madonna della Neve sempre a Bugnara, poiché sotto questa chiesa vi è un tempio pagano con pavimento in opera spicata, ove è stata portata alla luce una lapide con decorazioni che raffigurano delle sacerdotesse che stanno compiendo un rito. Un'altra ipotesi vuole Bugnara derivante da Vignae Ara per via delle coltivazioni di vigneti nei dintorni della cittadina abruzzese.

## Storia

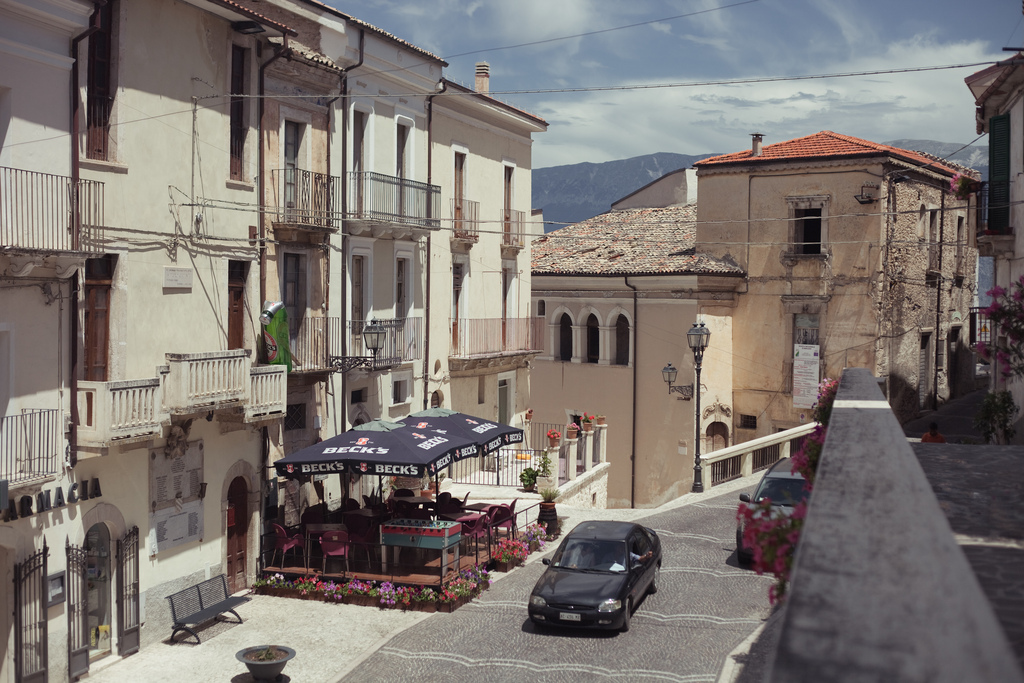
Veduta della piazza.

Le prime notizie documentate sono rilevabili dal VI secolo anche se alcuni ritrovamenti denotano che il paese è abitato da molto prima. Nel 1000 viene costruita la chiesa della Madonna della Neve. Nel 1079 il borgo risulta feudo di Simone di Sangro. Il feudo rimane a questa famiglia fino all'estinzione del casato nel 1759 con Vittoria Mariconda di Sangro. Nell'XI secolo si ebbe la costruzione del palazzo ducale per mezzo della medesima famiglia. Sempre i di Sangro ricostruirono la chiesa della Madonna della Neve nel 1361. I di Sangro si espansero nei borghi limitrofi Anversa, Frattura, Chiarano, ma vennero privati di altri. Nel 1442 venne istituita la Regia Dogana della Mena delle Pecore di Foggia che portò a Bugnara lauti introiti visto che dipendeva dal pascolo. Nel 1706, nel 1933 e nel 1984 Bugnara fu interessata da gravi terremoti, in particolare quello del 1984 rese inagibili le chiese di Bugnara per parecchio tempo. Nel 1891 presso Bugnara venne costruita la stazione. Durante la seconda guerra mondiale venne fatto saltare il ponte sul Sagittario visto che era considerato un collegamento verso Roma. Nel 1974 la chiesa della Madonna della Neve e ritrovata l'anno successivo ed ora conservata al Forte spagnolo dell'Aquila.

### Il sisma del 6 aprile 2009
Il territorio di Bugnara dista circa 65 km in linea d'aria dall'epicentro del sisma del 6 aprile 2009. Non per questo, il centro storico del paese è stato risparmiato da danni e lesioni gravi. Infatti alle 3:32 di quella notte, a Bugnara si sono registrati interi crolli di abitazioni secolari oltre al crollo di 500 m² di solaio del Palazzo Ducale, già fortemente danneggiato dal sisma del 1984. Di conseguenza, sono state fatte evacuare alcune case e alcune famiglie che abitavano nei paraggi del Palazzo Ducale.

### Simboli
Lo stemma e il gonfalone del comune di Bugnara sono stati concessi con decreto del presidente della Repubblica del 30 marzo 2004.
Il gonfalone è un drappo di bianco con la bordatura di azzurro.

## Monumenti e luoghi d'interesse

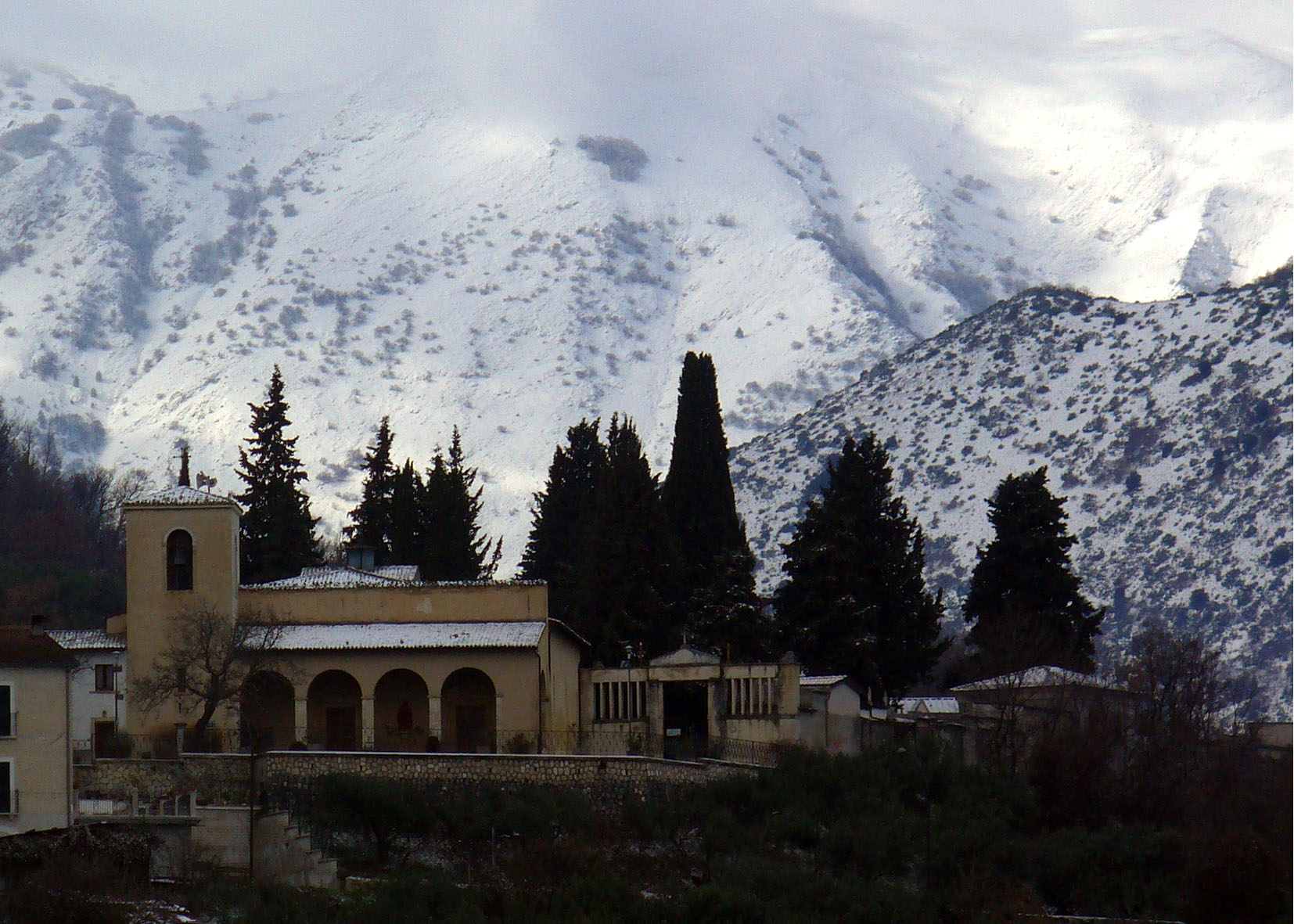
Veduta della Chiesa della Madonna della Neve

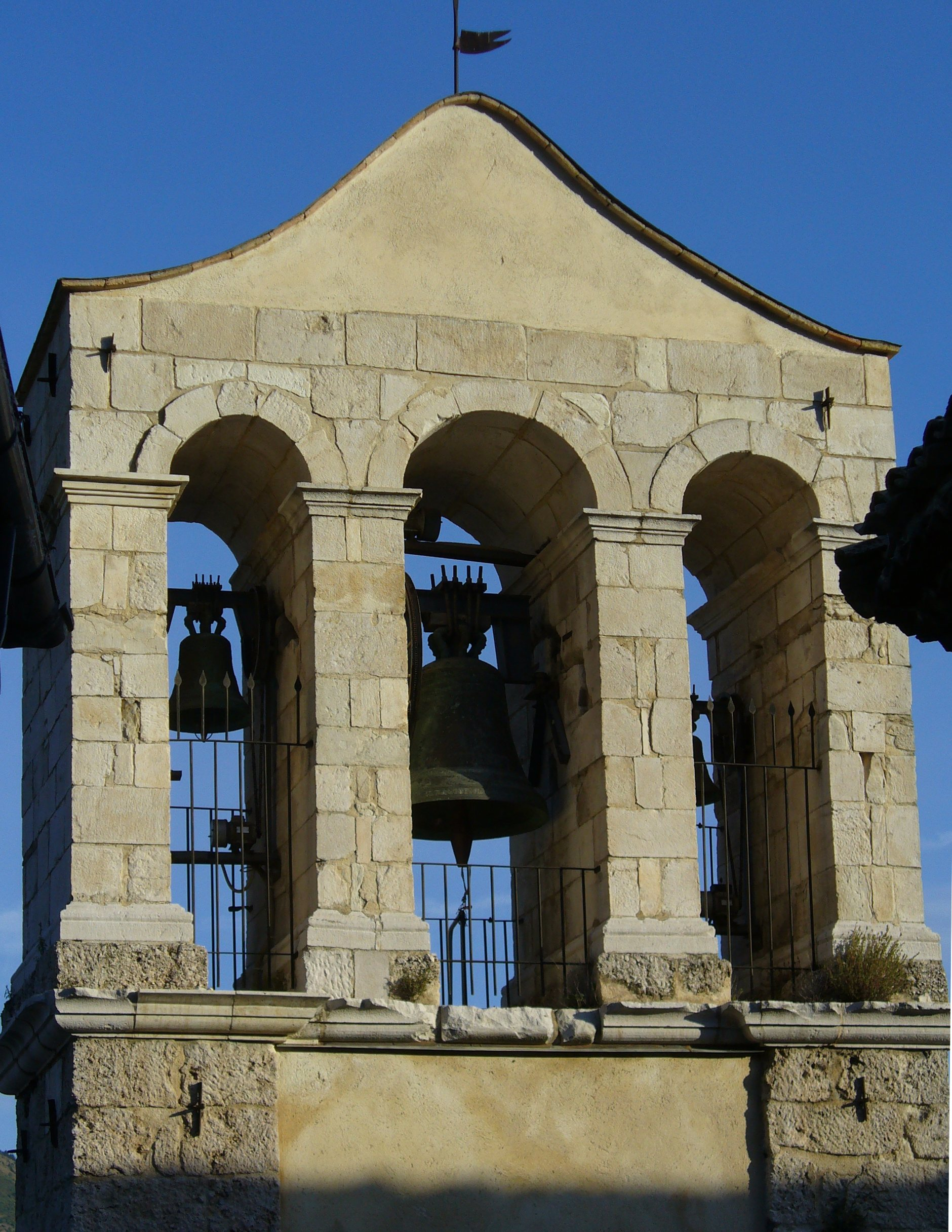
Veduta del campanile della Chiesa della Madonna del Santissimo Rosario

### Architetture religiose
- Chiesa Madonna della Neve. La chiesa, conosciuta anche come chiesa delle Concanelle è a tre navate sostenute da archi gotici. Una tradizione vuole che sia stata costruita su un tempio pagano dedicato alla dea Cerere venerata da popolazioni locali peligne come ringraziamento per i raccolti, ipotesi avvalorata dal ritrovamento, nei pressi di due lapidi inerenti a una sacerdotessa; in una viene citato il suo nome Helvia, nell'altra viene raffigurata nell'esercizio delle sue funzioni.[9]
- Chiesa del Santissimo Rosario. La chiesa è sita presso l'omonima piazza ed è stata costruita tra il XVI ed il XVII secolo. La chiesa è in stile barocco con fregi e dorature. L'altare è in marmo intagliato e dai molti colori. L'interno è ad una sola navata. All'interno vi sono un pulpito ligneo, delle sculture marmoree, gli affreschi della volta e gli stucchi cinquecenteschi.[9]
- Chiesa Madonna degli Angeli. Questa chiesa, sita presso la chiesa della Madonna della Neve, risale al XIV secolo. Al suo interno vi è un trittico con degli affreschi inerenti alla Madonna siti nella parete di fondo.[9]
- Chiesa Madonna delle Grazie. È sita nell'omonima contrada. È frequentata dai gestori della stazione ferroviaria di Bugnara.[9]
- Chiesa San Francesco da Paola. Quest'altra chiesa è sita presso la Contrada Pescara. Appartenne alla famiglia Paparelli-Corrado. Fu fatta costruire nel 1818 dal prete Angelo Paparelli.[9]
- Chiesa Santa Maria della Pace. È sita a Torre dei Nolfi. Era conosciuta anche con il nome di Santa Maria di Pietraluna. È stata costruita nel 1871 dagli abitanti locali.[9]
- Chiesa Madonna del Buon Consiglio. È sita a Torre dei Nolfi. Era di proprietà dei baroni Alesi di Villapiana.[9]
- Chiesa San Giuseppe. È sita nell'omonima contrada, presso il fiume Sagittario. Recentemente è stata restaurata. Risulta particolarmente venerata dagli abitanti locali.[9]

### Architetture civili
Palazzo Ducale Di Sangro - Rocca dello Scorpione o Castello ducale medievale, è stato restaurato dai Di Sangro. È stato costruito nel XII secolo dalla famiglia di Sangro, che lo abitò fino al 1500. Il palazzo è cinto da mura.

### Aree archeologiche
Siti presso la località Santo Stefano, già individuati da Antonio De Nino nel 1887 che descrisse un centro abitato con una cella vinaria ed un'iscrizione romana. Nel 1980-1981 sono stati fatti in loco degli scavi archeologici che hanno riportato alla luce dei muri in opus incertum, delle colonne, delle anfore, dei pavimenti in opus spicatum e sette dolia che sono riferibili ad una villa rustica.

## Società

### Evoluzione demografica
Abitanti censiti

## Infrastrutture e trasporti

### Ferrovie
A Bugnara è presente la Stazione di Bugnara sita sulla Ferrovia Roma-Sulmona-Pescara.

## Amministrazione
| Periodo        | Periodo         | Primo cittadino       | Partito                                         | Carica  | Note          |
| -------------- | --------------- | --------------------- | ----------------------------------------------- | ------- | ------------- |
| 23 aprile 1995 | 12 giugno 1999  | Pasqualino Lo Stracco | Lista civica di Centro                          | Sindaco | [ 12 ]        |
| 13 giugno 1999 | 30 marzo 2010   | Domenico Taglieri     | Lista civica di Centro-destra                   | Sindaco | [ 13 ] [ 14 ] |
| 30 marzo 2010  | 3 dicembre 2022 | Giuseppe Lo Stracco   | Lista civica di Centro-destra Patto per Bugnara | Sindaco | [ 1 ] [ 15 ]  |